# Vilmos Kondor
Vilmos Kondor (urodzony w 1954 r.) - pisarz węgierski. Jego pierwsza powieść, Budapeszt noir, została wydana w lutym 2008 r. przez Agave Könyvek na Węgrzech. Wydanie polskie ukazało się nakładem wydawnictwa Prószyński i S-ka 18 czerwca 2009 r.

## Życiorys

### Życie prywatne
Vilmos Kondor studiował na uniwersytecie w węgierskim mieście Segedyn, następnie kontynuował studia w Paryżu, gdzie ukończył inżynierię chemiczną na Sorbonie. Po powrocie na Węgry zajął się nauczaniem matematyki i fizyki w szkole średniej. Mieszka wraz z żoną, córkami i psem w niewielkiej wsi niedaleko miasta Sopron.

### Życie zawodowe
Budapeszt noir jest debiutem literackim Kondora, a zarazem pierwszą powieścią w serii, której bohaterem jest dziennikarz Zsigmond Gordon. Prace nad utworem trwały trzy lata.
Autor pracuje w tej chwili nad czwartą częścią serii. Jej fabuła będzie miała miejsce w 1946 r. Cała seria liczyła będzie 5 powieści.

## Twórczość

### Bűnös Budapest
Druga część powieści Budapeszt noir, opublikowana na Węgrzech w czerwcu 2009 r. (w chwili obecnej nie ma jeszcze polskiego wydania książki). Akcja powieści ma miejsce jesienią 1939 r., kilka tygodni po wybuchu II wojny światowej. Przedstawia losy Zsigmonda Gordona i Sándora Nemesa, emerytowanego detektywa. Każdy z nich rozpoczyna śledztwo w dwóch różnych sprawach: Gordon stara się zgłębić tajemnicę śmierci dawnego przyjaciela, Nemes musi wyjaśnić zniknięcie dużych ilości kokainy oraz morfiny. Ostatecznie obie sprawy łączą się, a ich rozwiązanie zahacza o kręgi polityczne.

### A budapesti kém
Trzecia część serii o Zsigmondzie Gordonie, opublikowana na Węgrzech w czerwcu 2010 r. (w chwili obecnej nie ma jeszcze polskiego wydania książki). Akcja powieści ma miejsce w grudniu 1943 r.